# Чёрные ангелы
«Чёрные ангелы» (болг. Че́рните а́нгели) — фильм по мотивам книги Митки Грыбчевой «Во имя народа». Фильм отмечен «Главной премией» на XVII Международном кинофестивале в Карловых Варах в 1970.

## Сюжет
Сюжет этого художественного фильма рассказывает о деятельности нелегальной боевой группы БКП, руководимой 30-летним болгарским коммунистом Славчо Бончевым.
19 сентября 1942 боевая группа Радомирского подожгла в Софии склад с дублёнками, специально произведёнными в Болгарии для войск Вермахта на Восточном фронте.
По фильму группа ликвидировала генерала Христо Лукова и ряд других коллаборационистов и сторонников гитлеровского режима.
Из 14 участников этой боевой группы были убиты во время акции или схвачены, осуждёны к смерти и казнены Мико Папо, Виолета Якова и ещё 5 человек. За соучастие в попытке покушения на радиоинженера Кулчо Янакиева, который руководил глушением коминтерновской радиостанции «Христо Ботев», несовершеннолетняя Донка Ганчева была приговорёна к пожизненному заключению. Она дождалась 9 сентября 1944 года, когда в Болгарии был свергнут прогерманский режим.